# Gruppo degli anfiboli Na-Ca-Mg-Fe-Mn-Li
Il gruppo degli anfiboli Na-Ca-Mg-Fe-Mn-Li è un gruppo di minerali facente parte del supergruppo dell'anfibolo.

## Minerali del gruppo degli anfiboli Na-Ca-Mg-Fe-Mn-Li
- Ferri-ottoliniite
- Ferriwhittakerite
- Ottoliniite
- Whittakerite